# ويزو سكول (فلم)
ويزو سكول (أي مدرسة ويزو) هو فيلمٌ مصريٌ عُرض خريف عام 2023 في دول الخليج، وأخرجه علي رجب.

## قصة الفيلم
ويزو (دينا محسن) هي طالبةٌ في المدرسة الثانوية، تتعرض للتنمر والسخرية من قبل معلميها، وفي المقابل تُعجب بطبيب نساء (عمر خورشيد)، وتحاول لفت نظره.

## إنتاج الفيلم
ألف الفيلم مصطفى السبكي، وأخرجه علي رجب، وهو أول بطولة سينمائية لنجمة مسرح مصر دينا محسن المعروفة باسم ويزو، ويشاركها البطولة كلٌ من عمر خورشيد، وسامي مغاوري، وعبد الباسط حمودة، وعلا رامي، ورضا حامد، وإسراء عبد الفتاح. كما اشترك في التمثيل المذيعة بيلا كشك في دور مدرسة لغة فرنسية، في وهي تجربتها الوحيدة كممثلة. ثم توفيت في 12 أغسطس 2020. قبل عرض الفيلم.
واجه الفيلم عدداً من المشاكل الإنتاجية، فرغم أن تصويره انتهى يوم 12 مايو 2018، لكنه وفاة علي رجب، مخرجه الفيلم ومنتجه، في 13 سبتمبر 2020 عطّل صدور الفيلم أكثر من ثلاث سنوات.

## عرض الفيلم
عُرض الفيلم في دول الخليج، ولم يُعرض في دور السينما في مصر، لكنه عُرض في مصر عبر منصة نتفليكس في نوفمبر 2023، وحقق المركز الثالث من بين الأفلام العشرة الأعلى مشاهدة في مصر عبر المنصة.